# Advanced Materials
Advanced Materials (abrégé en Adv. Mater.) est une revue scientifique à comité de lecture. Cet hebdomadaire publie des articles de recherches originales dans le domaine de la science des matériaux.
D'après le Journal Citation Reports, le facteur d'impact de ce journal était de 17,493 en 2014. Actuellement, le directeur de publication est Peter Gregory.